# Mathilde van Vlaanderen

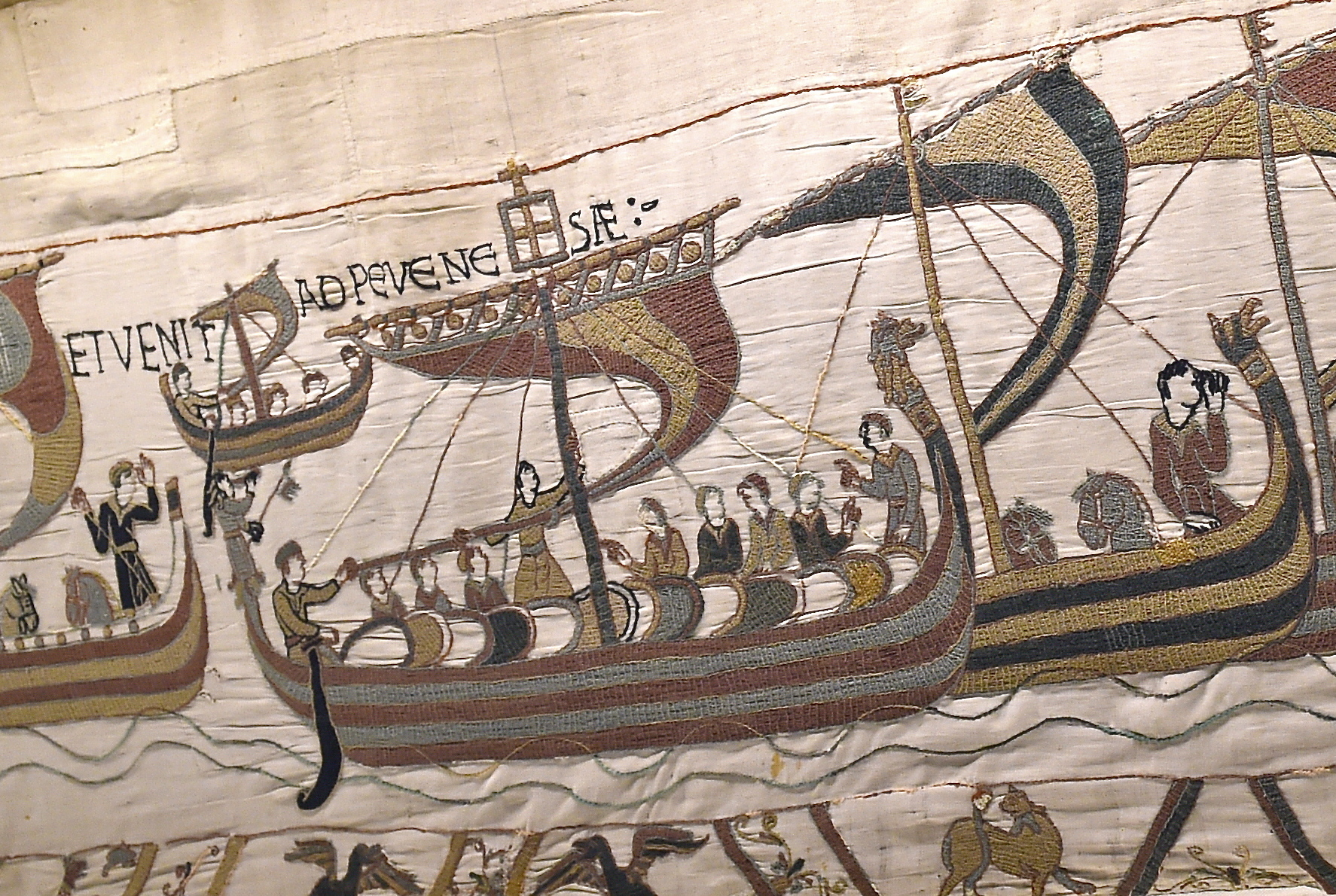
Willem de Veroveraar op weg naar Engeland in de Mora, het schip bekostigd door Mathilde, herkenbaar aan het pauselijk banier in de mast

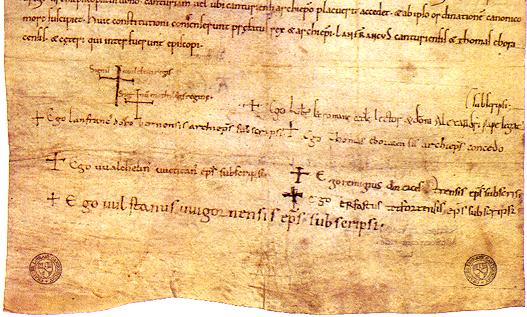
Akkoord van Winchester met de handtekening van Mathilde (1072). De plaats en grootte (na Willem) onderstrepen haar status.

Mathilde van Vlaanderen (Brugge, ca. 1031 – Caen, 2 november 1083) was een dochter van Boudewijn V van Vlaanderen en Adela van Frankrijk. Als echtgenote van Willem de Veroveraar was ze hertogin van Normandië en koningin van Engeland. Dankzij hun goede verstandhouding deelde ze in de politieke macht.

## Leven
Mathilde trouwde in 1049 of 1050 met Willem de Veroveraar, in weerwil van een verbod dat paus Leo IX had laten uitspreken door het Concilie van Reims. De twee schijnen door hun afstamming van Rollo net binnen de zeven verboden graden van bloedverwantschap te zijn gevallen, maar de hoofdreden zal eerder politiek zijn geweest. De paus was aan de macht gebracht door keizer Hendrik III, die een strijd voerde met Boudewijn V van Vlaanderen en zeker niet wilde dat het graafschap zich aaneensloot met Normandië onder het goedkeurend oog van zijn rivaal, koning Hendrik I van Frankrijk.
Mathilde was hoger dan Willem van geboorte. Als volle nicht van de Franse koning voerde ze haar afstamming terug op de Karolingen, wat belangrijk was voor de legitimering van de man die Willem de Bastaard werd genoemd. Zelf werd ze door haar huwelijk hertogin van Normandië. Bovendien werd haar echtgenoot door Eduard de Belijder, de kinderloze koning van Engeland, aangewezen als troonopvolger. De kroniekschrijver Guillaume de Poitiers was ooggetuige van de ontmoeting tussen Mathilde en Willem in Ponthieu. Vermoedelijk vond de echtverbintenis plaats in het nabijgelegen kasteel van Eu. Vervolgens waren er feestelijkheden in Rouen. Niet lang na de plechtigheid beviel Mathilde van een erfgenaam, Robert.
Dankzij de bemiddeling van Lanfranc bekwamen Mathilde en Willem in 1059 dispensatie van paus Nicolaas II voor het tussen hen bestaande huwelijksbeletsel. Als onderdeel van dit akkoord toonden ze hun penitentie door in Caen de Abbaye aux Dames en de Abbaye aux Hommes te stichten, twee benedictijnerabdijen. Aan het hoofd van de damesabdij plaatste ze Mathilde van Préaux, aan wie ze ook haar dochter Cecilia toevertrouwde. Ook andere instellingen werden door Mathilde begunstigd. In akten trad ze regelmatig op als getuige. Aan de hoge plaats van de 'gravin' in de lijsten valt haar status af te lezen.
De huwelijksalliantie met Vlaanderen hielp Willem niet alleen aan militaire steun voor de inval in Engeland in 1066, ook rustte Mathilda met eigen geld de Mora uit, een drakar die het vlaggenschip was van de invasievloot. Het werd een succes: op Kerstdag werd Willem in Londen tot koning gekroond. Mathilde regeerde (gubernaculo) bij afwezigheid van Willem over Normandië. Ze bewaarde er de stabiliteit na een roerige periode. Ze werd al koningin genoemd, maar om haar positie extra in de verf te zetten, werd ze met Pinksteren 1068 gekroond in Westminster Abbey. De handoplegging en zalving door aartsbisschop Ealdred verleenden haar sacrale status, en ze kreeg de koninklijke attributen: een kroon, een scepter en een kroningsring. Ook werd toen de lofzang Laudes regiae gecomponeerd.
Nog hetzelfde jaar stuurde Willem haar terug naar Normandië om met hun ondertussen meerderjarige zoon Robert de veiligheid van het hertogdom te verzekeren, daarin bijgestaan door vertrouwelingen als Rogier van Beaumont, Willem FitzOsbern en Rogier II van Montgomery. Ordericus Vitalis beschrijft hoe ze de leiding had in het bestuur van Neustrië, al moet daar worden aan toegevoegd dat Willem vanop afstand de controle behield.
De herverdeling van Engeland door Willem leverde Mathilde grote bezittingen op in het land. De exacte omvang ervan is niet vast te stellen omdat ze was overleden toen het Domesday Book werd opgemaakt, maar dat ze veel Engelse inkomsten had, valt onrechtstreeks af te leiden uit de generositeit waarmee ze Franse kloosters bedeelde, onder meer La Chaise-Dieu, Saint-Florent (Saumur), Cluny, Saint-Corneille (Compiègne) en Saint-Évroult.
In 1070 was Mathilde aanwezig bij de Teistering van het Noorden. Een zeldzaam conflict met Willem deed zich voor toen hun zoon Robert Curthose in 1077 opstandig werd en zich met de Franse koning verbond. Hij werd door Willem als een vijand beschouwd, maar Mathilde bleef haar geliefde zoon financieel steunen en haalde zich daarmee de woede van Willem op de hals. In 1080 wist ze een verzoening te bereiken. Haar dood in 1083 was volgens tijdgenoten de oorzaak van Willems tirannieke bestuur in zijn laatste jaren. Willem van Malmesbury schrijft dat hij ontroostbaar was.

## Graf
Mathilde vond haar laatste rustplaats in de door haar gestichte Abbaye aux Dames. Haar met een standbeeld gedecoreerde praalgraf is in 1562 vernield door protestanten. Nadat het stoffelijk overschot was teruggeplaatst, werd in 1707 een nieuwe tombe opgericht, die op haar beurt werd vernield door revolutionairen. De inhoud van het graf werd onderzocht in 1818-1819 en in 1959-1961. In de 21e eeuw zijn het gebeente en een originele zwarte grafplaat nog steeds in situ. De grafplaat draagt een fraaie inscriptie.

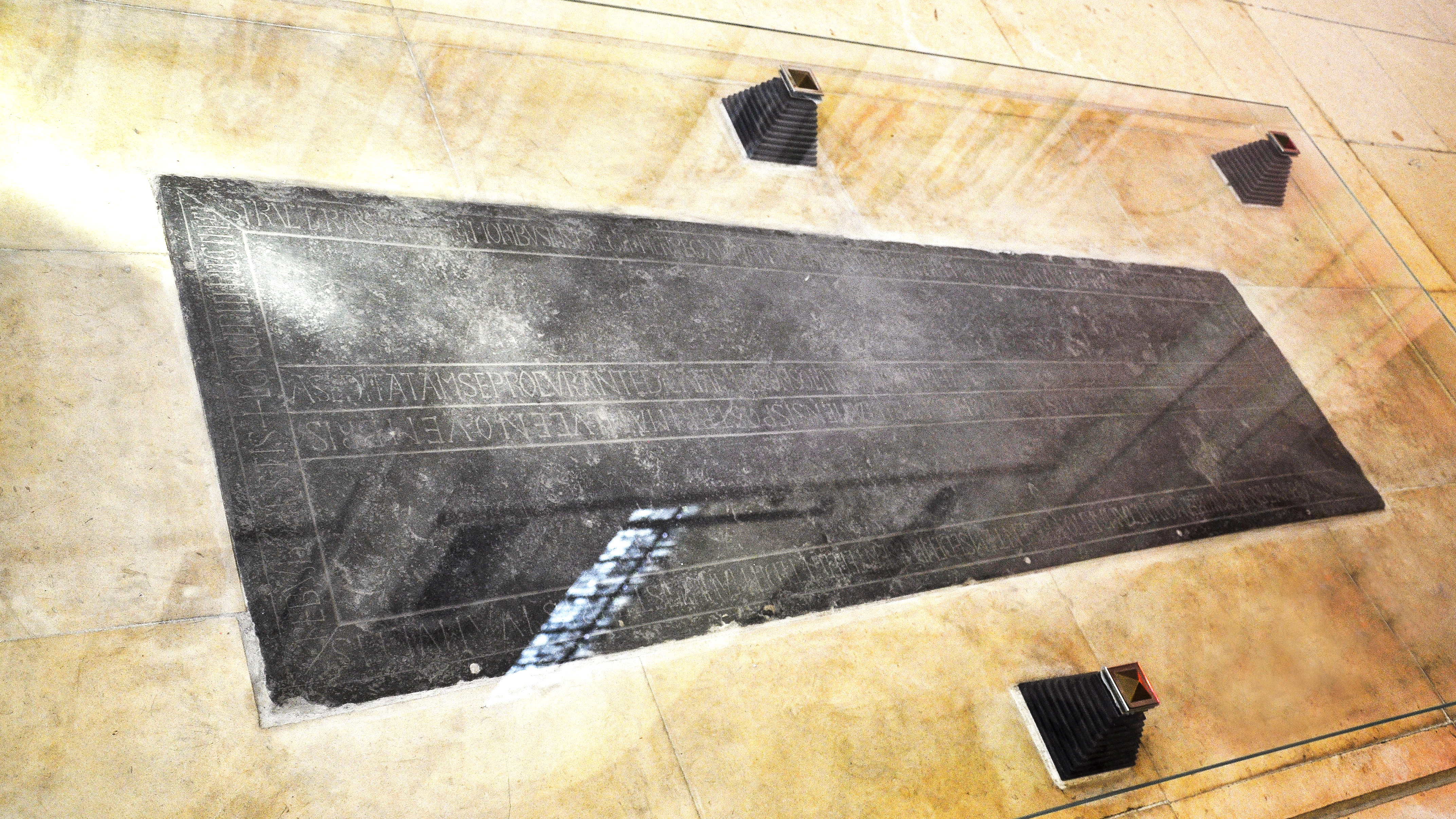
Het graf van Mathilde van Vlaanderen in de abbaye aux Dames te Caen

## Legendes
Vier 13e-eeuwse geschriften vertellen dat Willem aanvankelijk werd afgewezen door Mathilde tot ze – nadat hij haar was komen aframmelen in Brugge of in Rijsel – van gedacht veranderde en niemand anders meer wilde. Dit klaarblijkelijke verzinsel kende ruime verspreiding. Ook verhalen over later huiselijk geweld vallen te catalogeren onder de zwarte legende rond Willem de Veroveraar.
In de 19e eeuw is beweerd dat Mathilde het Tapijt van Bayeux gemaakt heeft, maar dat is zeker niet het geval. Het is in Engeland geproduceerd op bestelling van bisschop Odo van Bayeux, een halfbroer van Willem de Veroveraar.
Enige tijd werd aangenomen dat Mathilde bijzonder klein was. Deze vergissing berustte op een schrijffout in de communicatie rond de metingen aan haar skelet in 1961. Daaruit bleek dat ze ongeveer 1,27 m groot zou zijn geweest, maar na correctie is het 1,52 m, voor haar tijd een gewone of zelfs bovengemiddelde lengte.

## Kinderen
Mathilde en Willem kregen de volgende kinderen:
- Robert Curthose, erft het hertogdom Normandië
- Richard (ca. 1055 - 1075 of 1081), verongelukt tijdens de jacht in New Forest, begraven in de kathedraal van Winchester
- Adelheid, verloofd met Harold II van Engeland in 1064 maar niet met hem getrouwd, non in Préaux (Seine-Maritime)
- Cecilia (ovl. juli 1126/1127), tweede abdis van la Trinité te Caen, begraven in Caen
- Willem Rufus, erft het koninkrijk Engeland
- Constance (ovl. 13 augustus 1090), getrouwd met Alan IV van Bretagne, begraven in een kerk bij Redon (plaats)
- Agatha
- Adela
- Hendrik Beauclerc, opvolger van zijn broer Willem

Vanwege het grote aantal kinderen dat ze hadden, en omdat er van Willem geen buitenechtelijke kinderen bekend zijn, wordt er algemeen van uitgegaan dat Willem en Mathilde een goed huwelijk hadden.

## Voorouders
| Voorouders van Mathilde van Vlaanderen | Voorouders van Mathilde van Vlaanderen                                        | Voorouders van Mathilde van Vlaanderen                                        | Voorouders van Mathilde van Vlaanderen                                        | Voorouders van Mathilde van Vlaanderen                                        | Voorouders van Mathilde van Vlaanderen                                    | Voorouders van Mathilde van Vlaanderen                                    | Voorouders van Mathilde van Vlaanderen                                    | Voorouders van Mathilde van Vlaanderen                                    |
| -------------------------------------- | ----------------------------------------------------------------------------- | ----------------------------------------------------------------------------- | ----------------------------------------------------------------------------- | ----------------------------------------------------------------------------- | ------------------------------------------------------------------------- | ------------------------------------------------------------------------- | ------------------------------------------------------------------------- | ------------------------------------------------------------------------- |
| Overgrootouders                        | Arnulf II van Vlaanderen (960-988) ∞ 968 Suzanna van Italië (950-1003)        | Arnulf II van Vlaanderen (960-988) ∞ 968 Suzanna van Italië (950-1003)        | Frederik van Luxemburg (965-1019) ∞ 995 Irmtrud van de Wetterau (±987–1020)   | Frederik van Luxemburg (965-1019) ∞ 995 Irmtrud van de Wetterau (±987–1020)   | Hugo Capet (940-996) ∞ Adelheid van Poitiers (±952–1004)                  | Hugo Capet (940-996) ∞ Adelheid van Poitiers (±952–1004)                  | Willem I van Provence (956-993) ∞ 984 Adelheid van Anjou (?-1026)         | Willem I van Provence (956-993) ∞ 984 Adelheid van Anjou (?-1026)         |
| Grootouders                            | Boudewijn IV van Vlaanderen (980–1035) ∞ 1012 Otgiva van Luxemburg (986-1030) | Boudewijn IV van Vlaanderen (980–1035) ∞ 1012 Otgiva van Luxemburg (986-1030) | Boudewijn IV van Vlaanderen (980–1035) ∞ 1012 Otgiva van Luxemburg (986-1030) | Boudewijn IV van Vlaanderen (980–1035) ∞ 1012 Otgiva van Luxemburg (986-1030) | Robert II van Frankrijk (972-1031) ∞ Constance van Arles (986–1034)       | Robert II van Frankrijk (972-1031) ∞ Constance van Arles (986–1034)       | Robert II van Frankrijk (972-1031) ∞ Constance van Arles (986–1034)       | Robert II van Frankrijk (972-1031) ∞ Constance van Arles (986–1034)       |
| Ouders                                 | Boudewijn V van Vlaanderen (1013-1067) ∞ 1028 Adela van Mesen (1014-1079)     | Boudewijn V van Vlaanderen (1013-1067) ∞ 1028 Adela van Mesen (1014-1079)     | Boudewijn V van Vlaanderen (1013-1067) ∞ 1028 Adela van Mesen (1014-1079)     | Boudewijn V van Vlaanderen (1013-1067) ∞ 1028 Adela van Mesen (1014-1079)     | Boudewijn V van Vlaanderen (1013-1067) ∞ 1028 Adela van Mesen (1014-1079) | Boudewijn V van Vlaanderen (1013-1067) ∞ 1028 Adela van Mesen (1014-1079) | Boudewijn V van Vlaanderen (1013-1067) ∞ 1028 Adela van Mesen (1014-1079) | Boudewijn V van Vlaanderen (1013-1067) ∞ 1028 Adela van Mesen (1014-1079) |
| Mathilde van Vlaanderen (±1031–1083)   |                                                                               |                                                                               |                                                                               |                                                                               |                                                                           |                                                                           |                                                                           |                                                                           |

## Voetnoten
1. ↑  Laura L. Gathagan, "The Trappings of Power: the Coronation of Mathilda of Flanders", in: Studies in Medieval History, eds. Stephen Morillo en Richard Abels, 2004, p . 23. Gearchiveerd op 13 september 2023.
2. ↑  Laura L. Gathagan, "The Trappings of Power: the Coronation of Mathilda of Flanders", in: Studies in Medieval History, eds. Stephen Morillo en Richard Abels, 2004, p . 29. Gearchiveerd op 13 september 2023.
3. ↑  Mark S. Hagger, Norman Rule in Normandy, 911-1144, 2017, p. 343. Gearchiveerd op 13 september 2023.
4. ↑  Laura L. Gathagan, "'Mother of Heroes, Most Beautiful of Mothers': Mathilda of Flanders and Royal Motherhood in the Eleventh Century", in: Virtuous or Villainess? The Image of the Royal Mother from the Early Medieval to the Early Modern Era, eds. Carey Fleiner en Elena Woodacre, 2016, p. 41. DOI:10.1057/978-1-137-51315-1_3
5. ↑  Hagger 2017, p. 344. Gearchiveerd op 13 september 2023.
6. ↑  John Dewhurst, "A Historical Obstetric Enigma: How Tall Was Matilda?", in: Journal of Obstetrics & Gynaecology, 1981, nr. 4, p. 271. DOI:10.3109/01443618109067396
7. ↑  Stéphane William Gondoin, Mathilde de Flandre, double féminin de Guillaume le Conquérant, in: Patrimoine normand, nr. 83, 2012. Gearchiveerd op 5 juli 2022.
8. ↑  John Dewhurst, "A Historical Obstetric Enigma: How Tall Was Matilda?", in: Journal of Obstetrics & Gynaecology, 1981, nr. 4, p. 272. DOI:10.3109/01443618109067396

- Bibsys: 1634281489014
- Bibliothèque nationale de France: cb11942446k (data)
- Gemeinsame Normdatei: 128570636
- International Standard Name Identifier: 0000 0003 9953 3394
- Library of Congress Control Number: n2004041511
- Nationale Bibliotheek van Israël: 987009348823305171
- Nederlandse Thesaurus van Auteursnamen: 341350958
- Système universitaire de documentation: 085779342
- Virtual International Authority File: 294108713
- WorldCat: E39PCjrYfRF6kfdg676KdW9Q4q